# Fântânița, Bistrița-Năsăud
Fântânița (în maghiară Mezőköbölkút) este un sat în comuna Miceștii de Câmpie din județul Bistrița-Năsăud, Transilvania, România.

## Istorie
- Localitatea este atestată din anul 1297 sub numele de Kubulkuth („Fântâna de Piatră”).
- În 1332 a fost construită biserica maghiară din sat.
- În perioada reformei protestante, locuitorii catolici ai satului au trecut la biserica reformată-calvină.

## Vezi și
- Biserica reformată din Fântânița

## Galerie de imagini

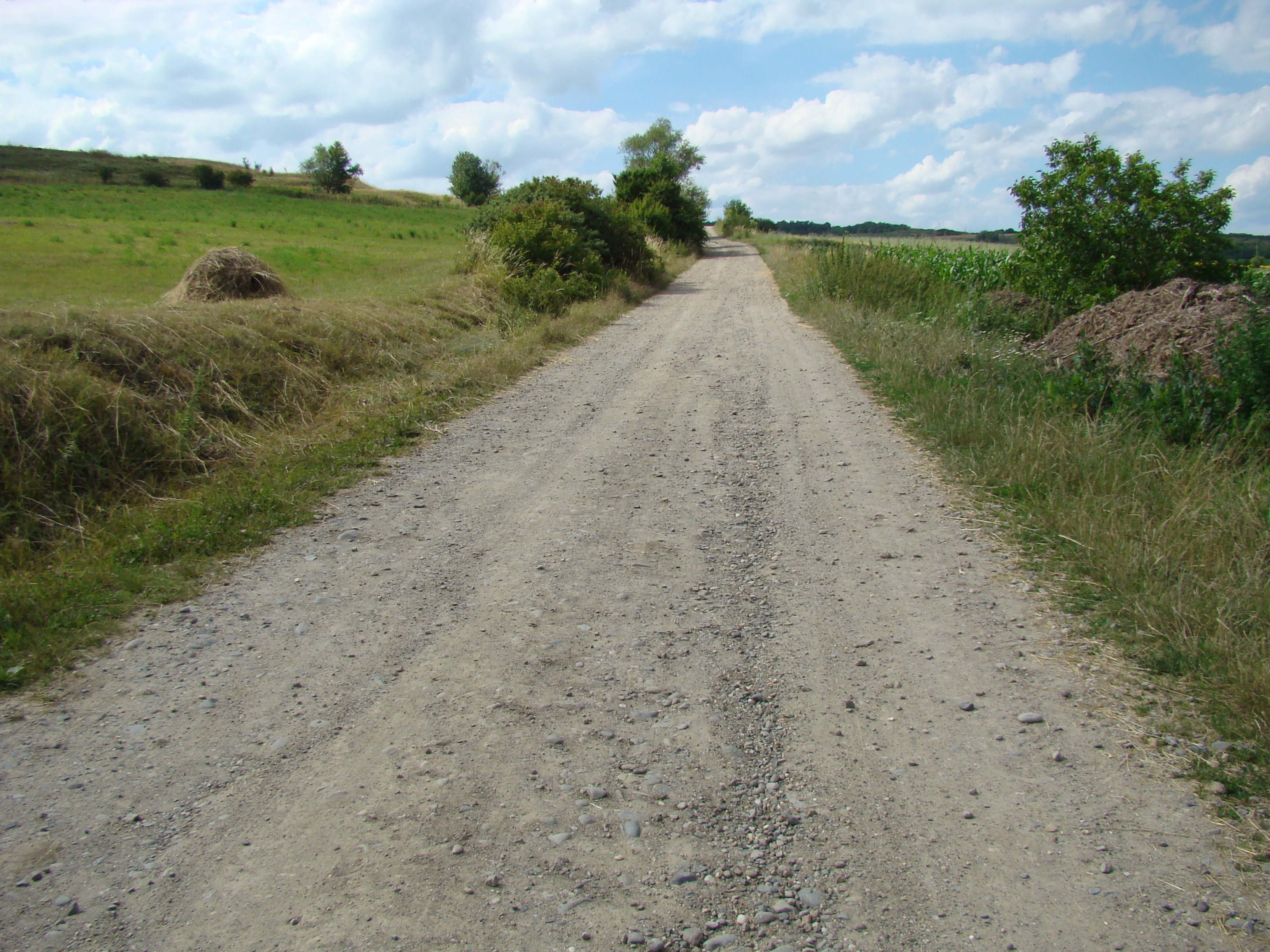
Drumul Visuia-Fântânița
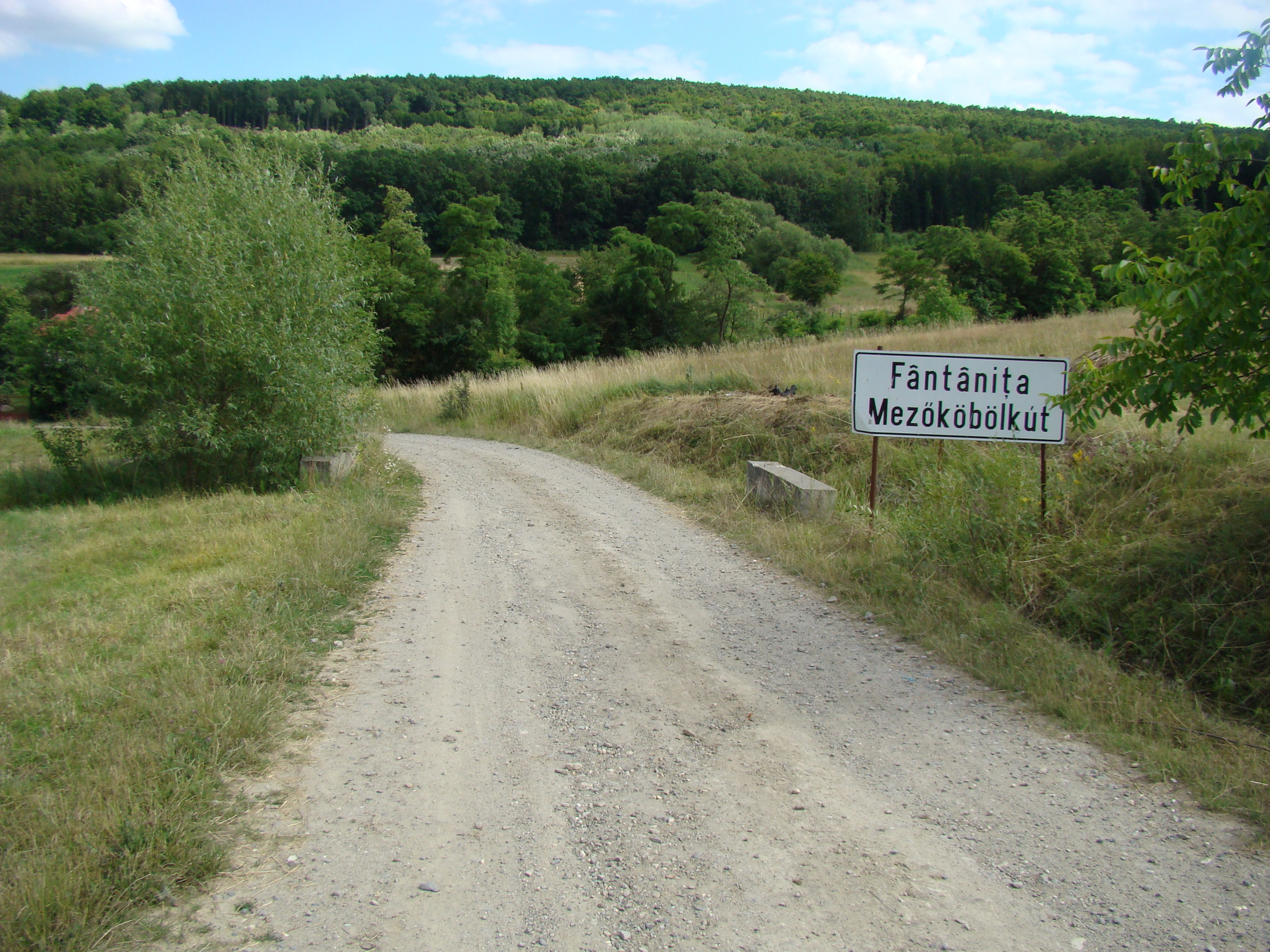
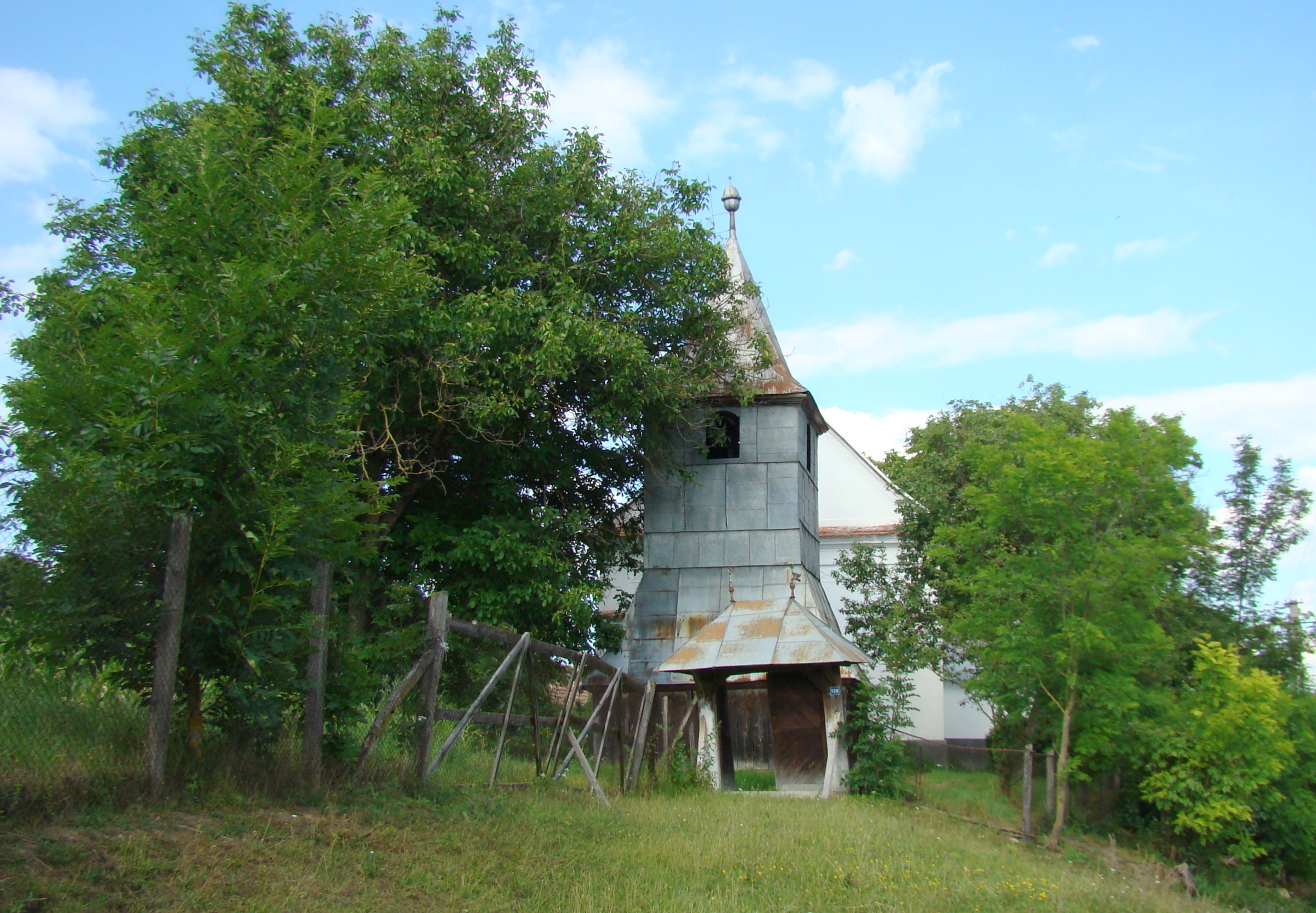
Biserica reformată (1465, monument istoric)
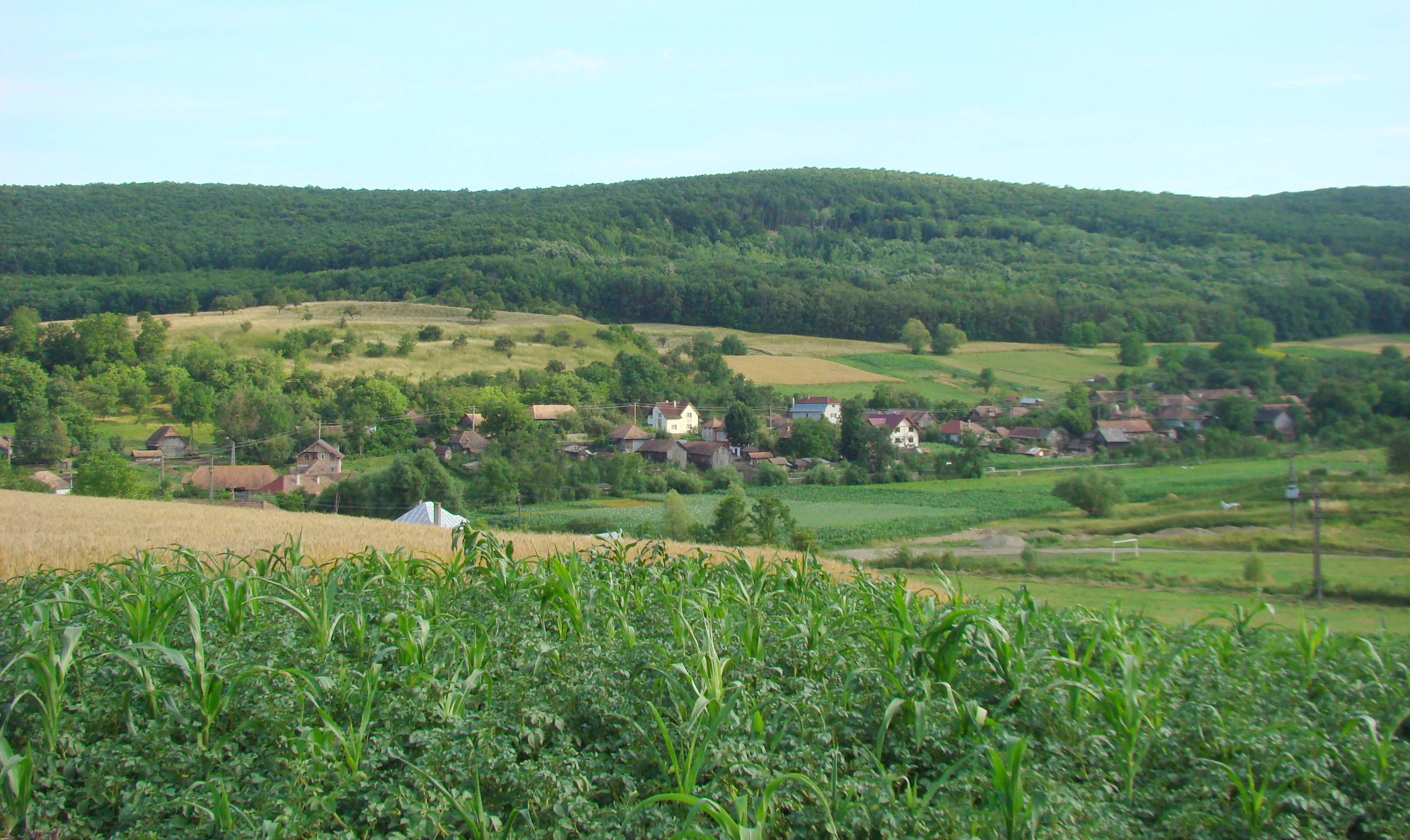
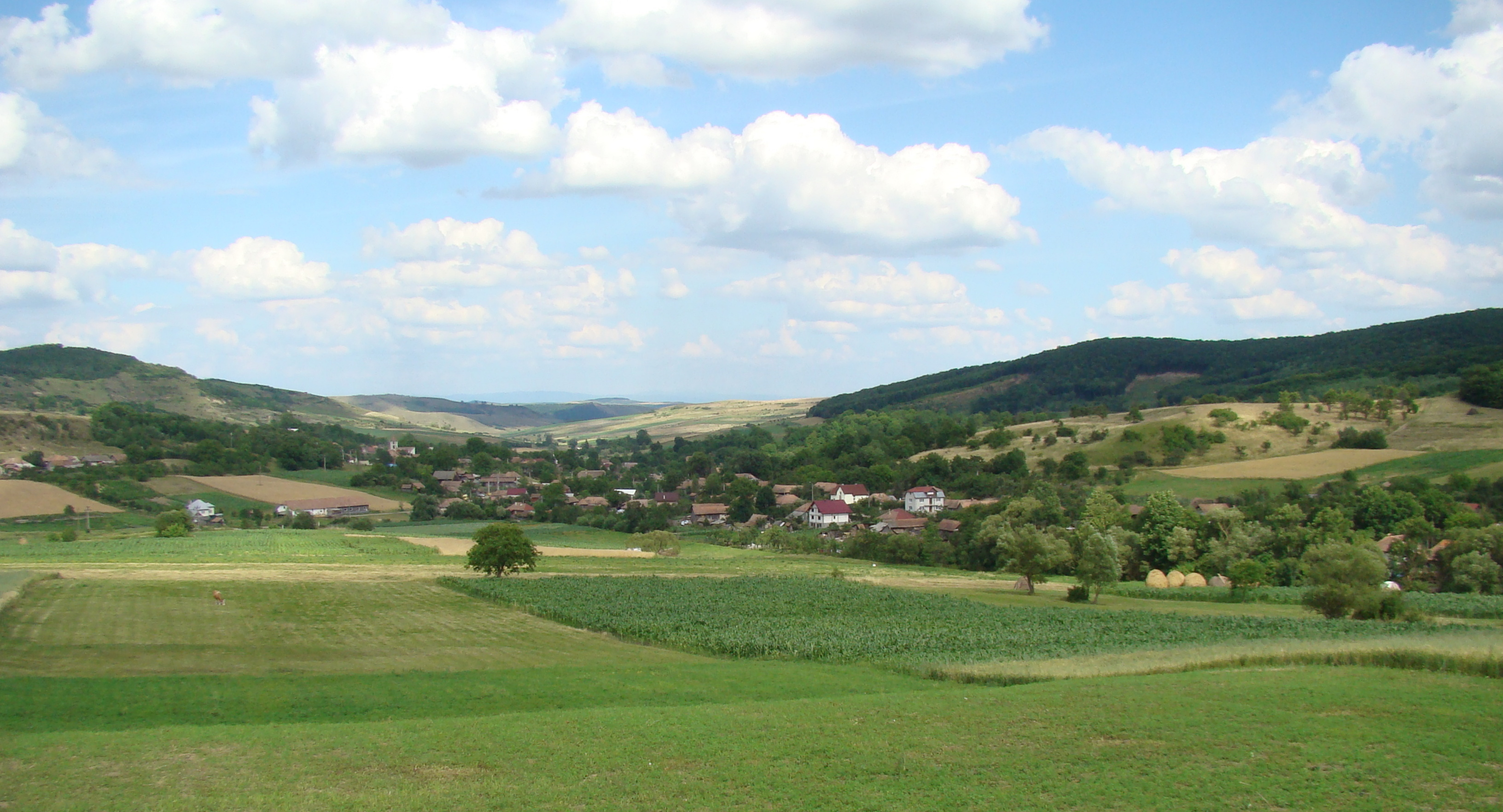
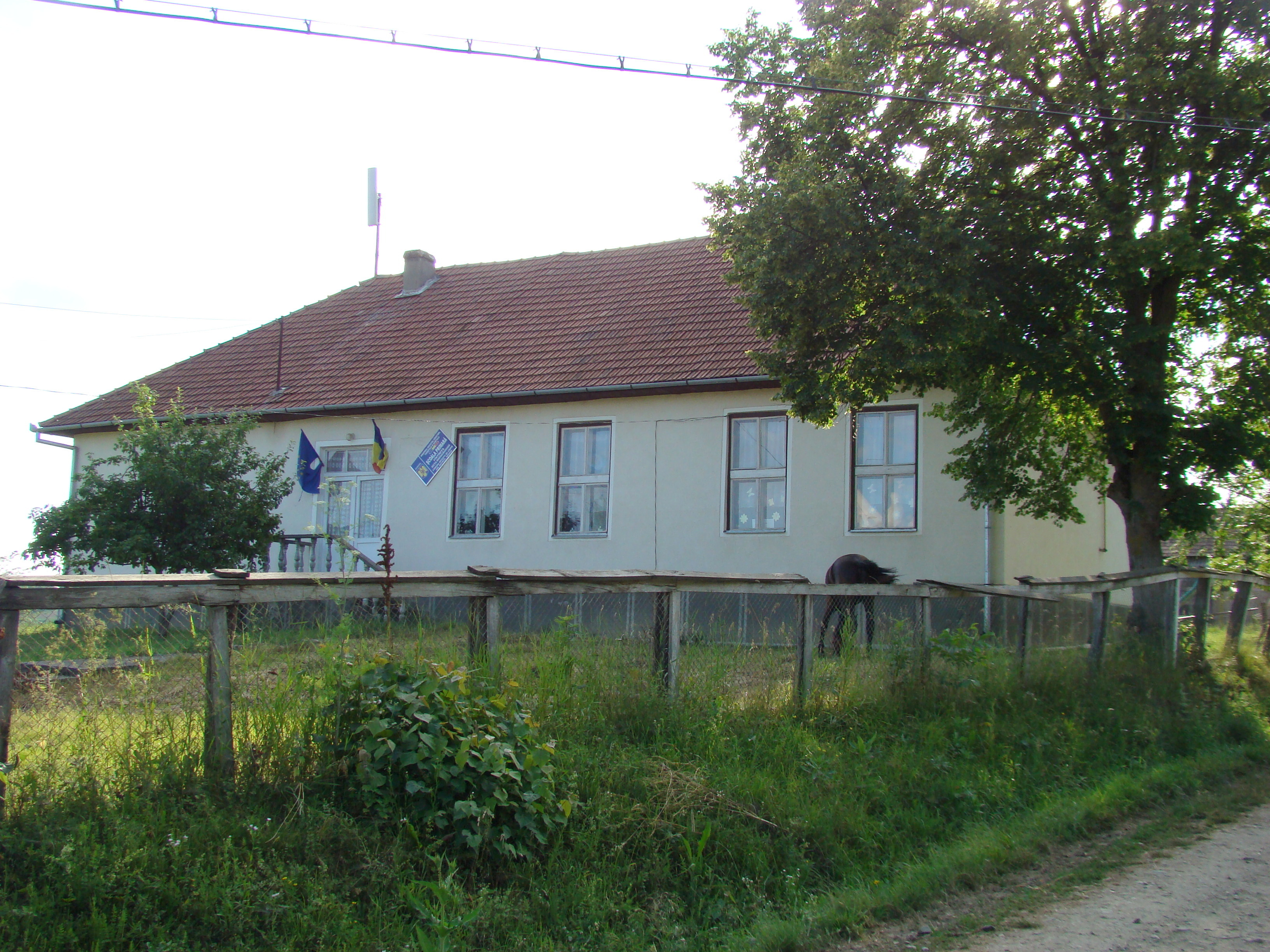
Școala
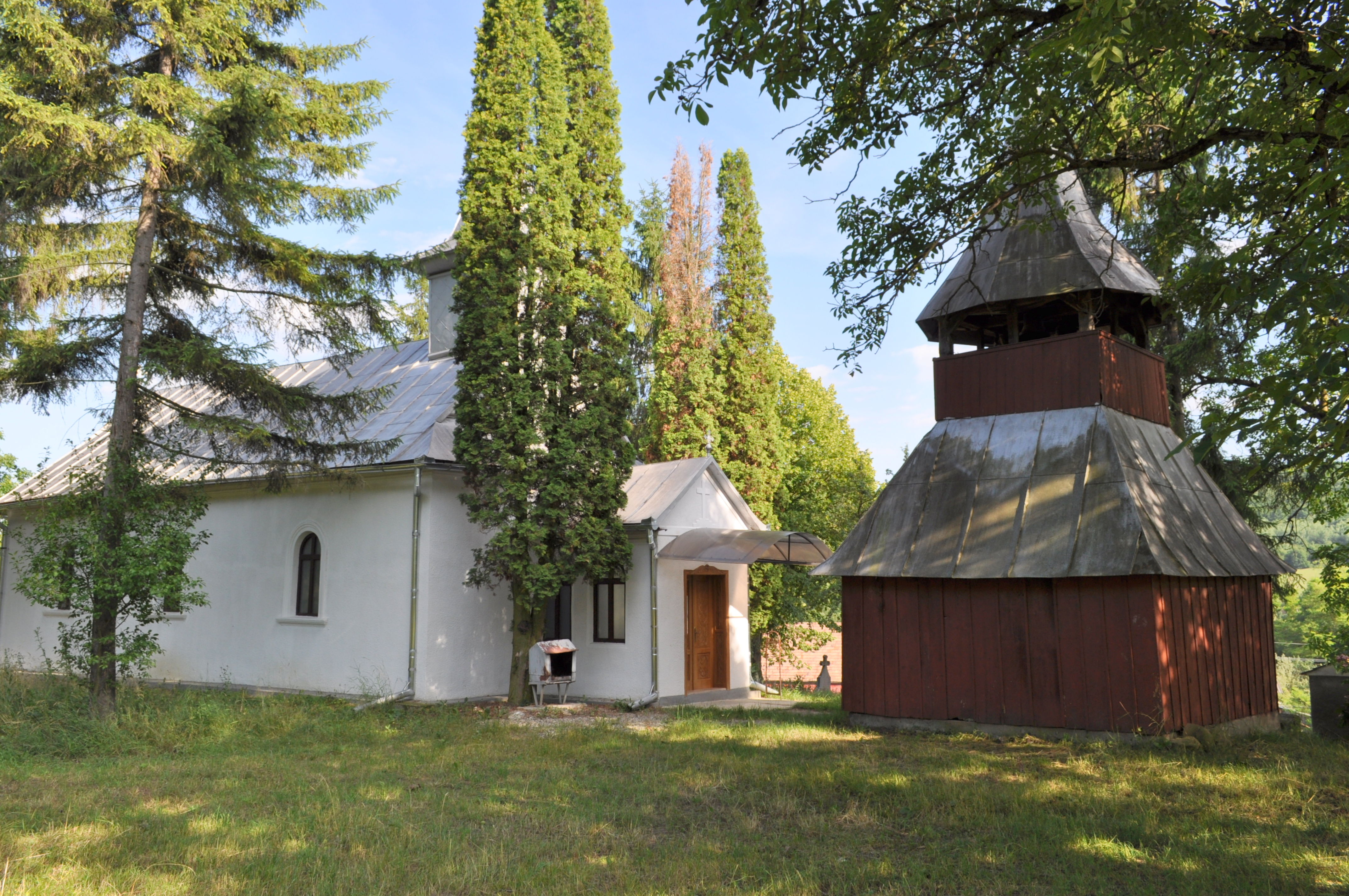
Biserica ortodoxă veche de lemn adusă în anul 1907 din localitatea Milaș
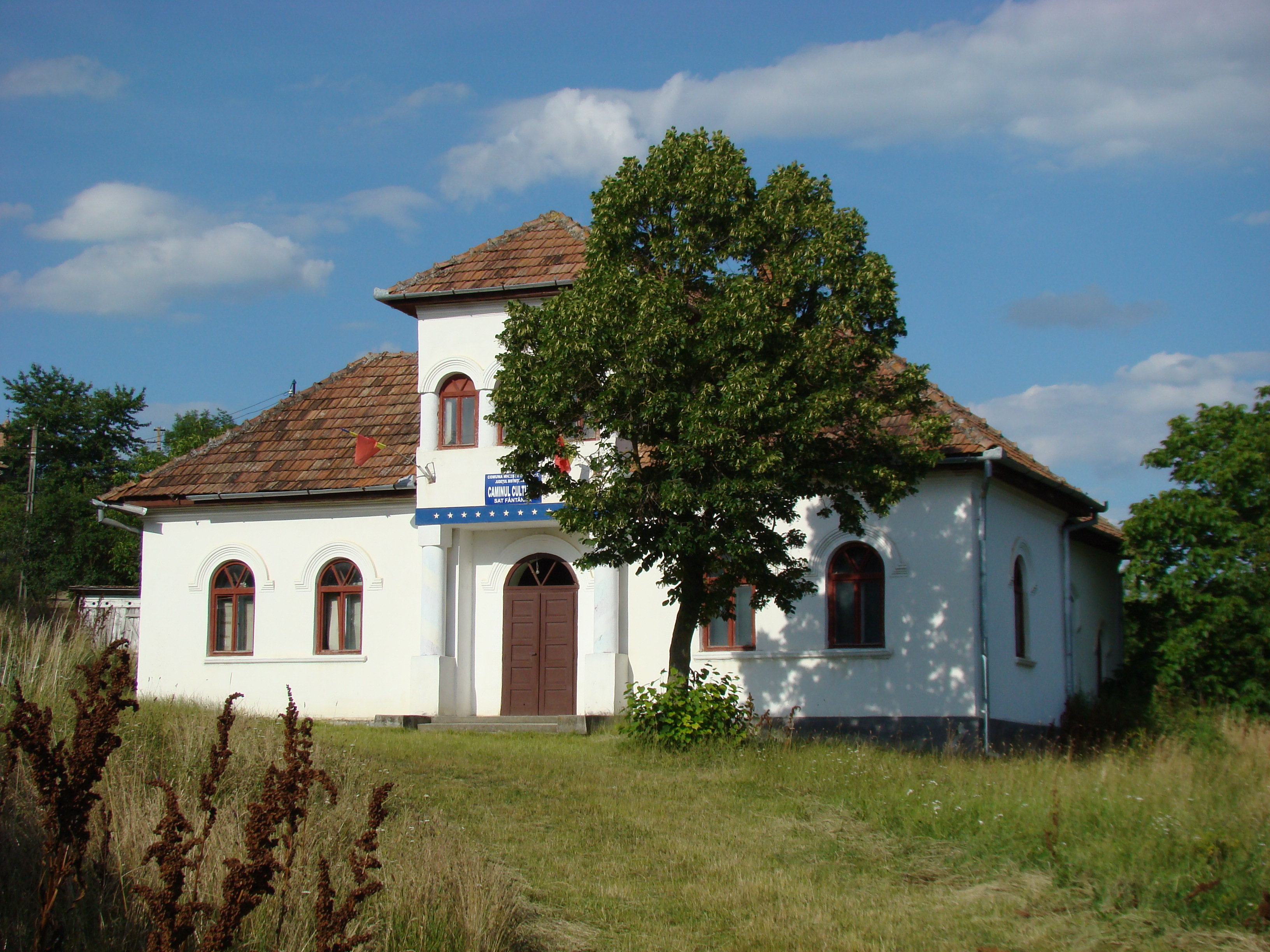
Căminul cultural
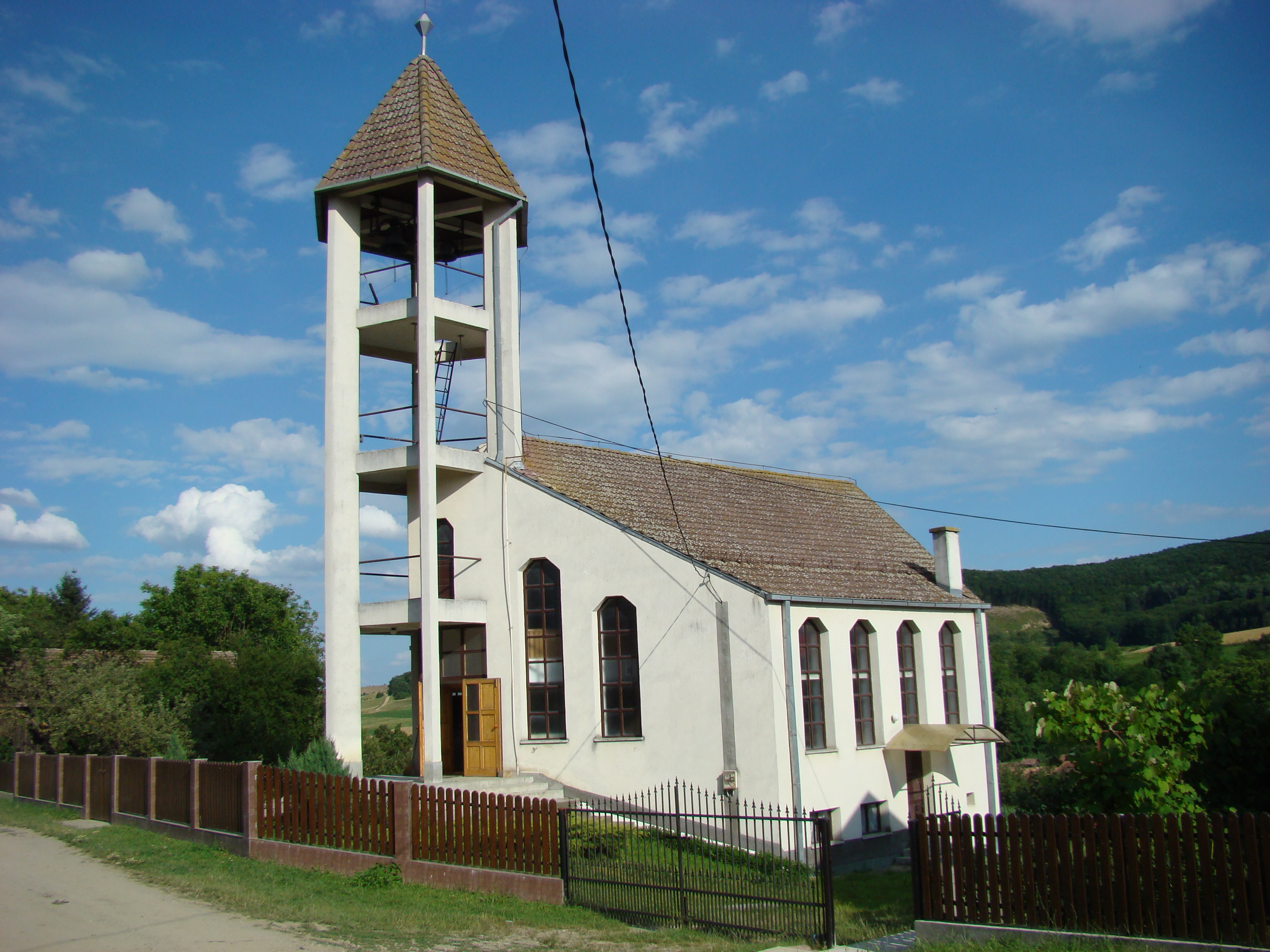
Biserica reformată nouă
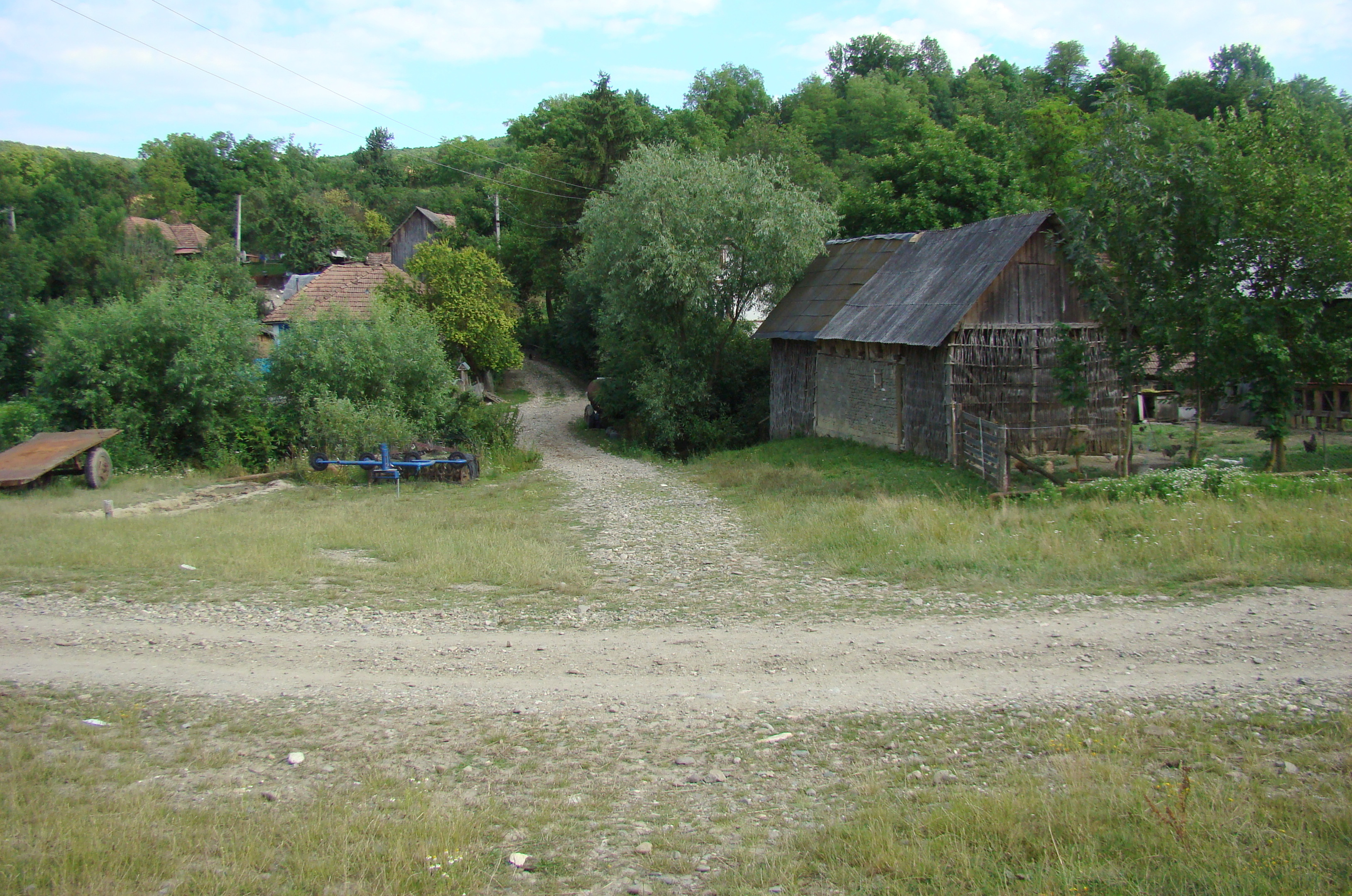
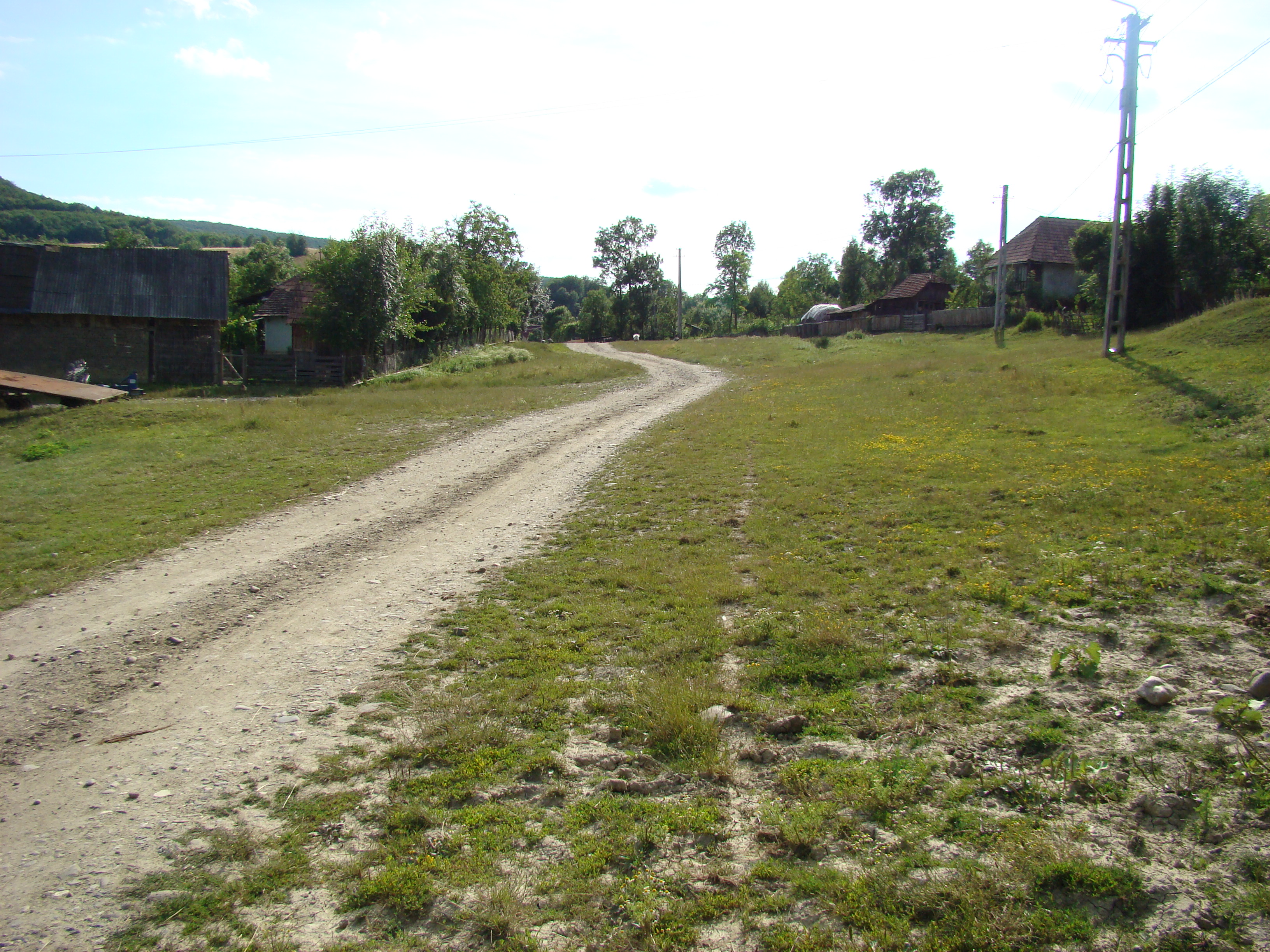
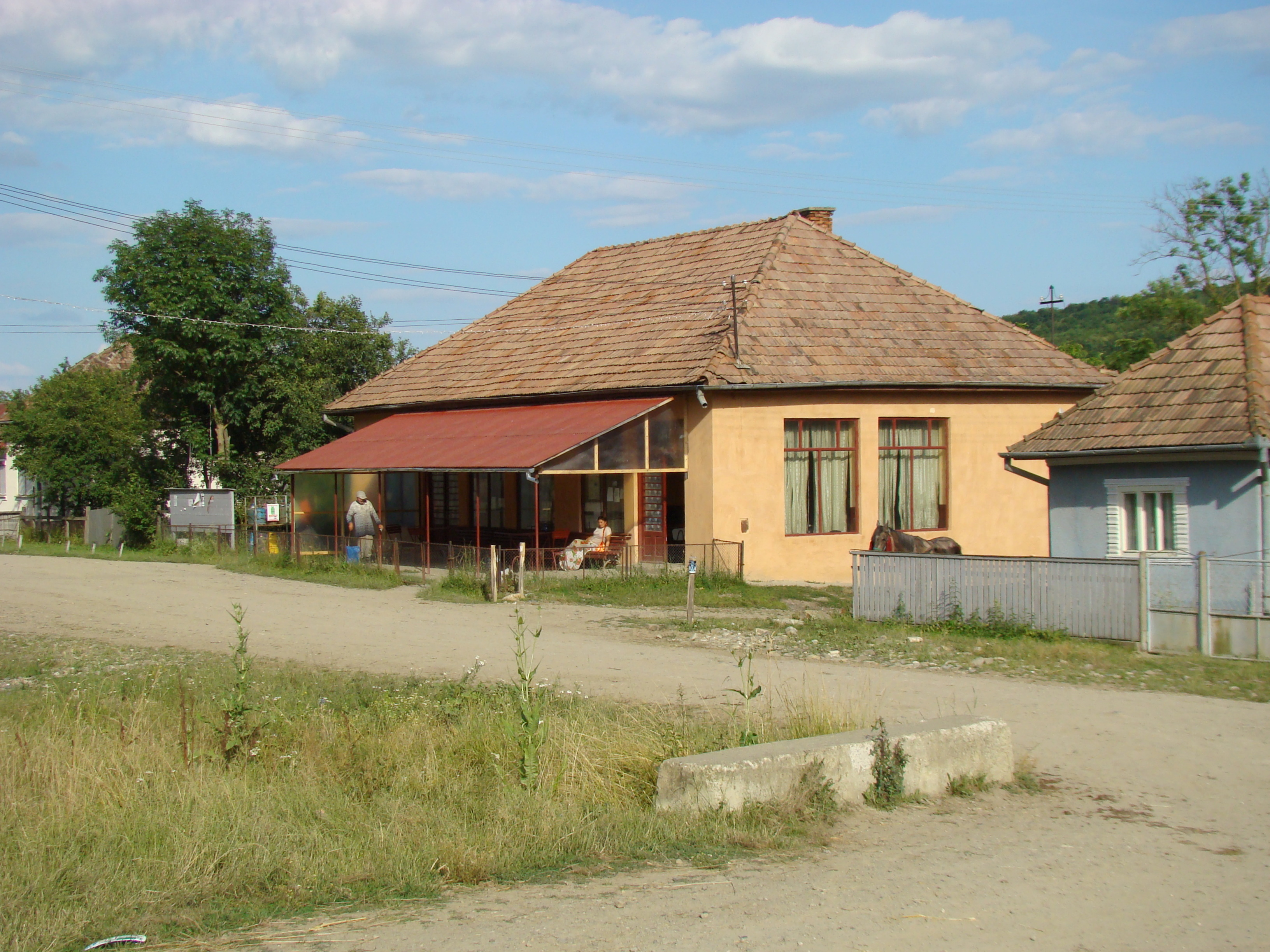
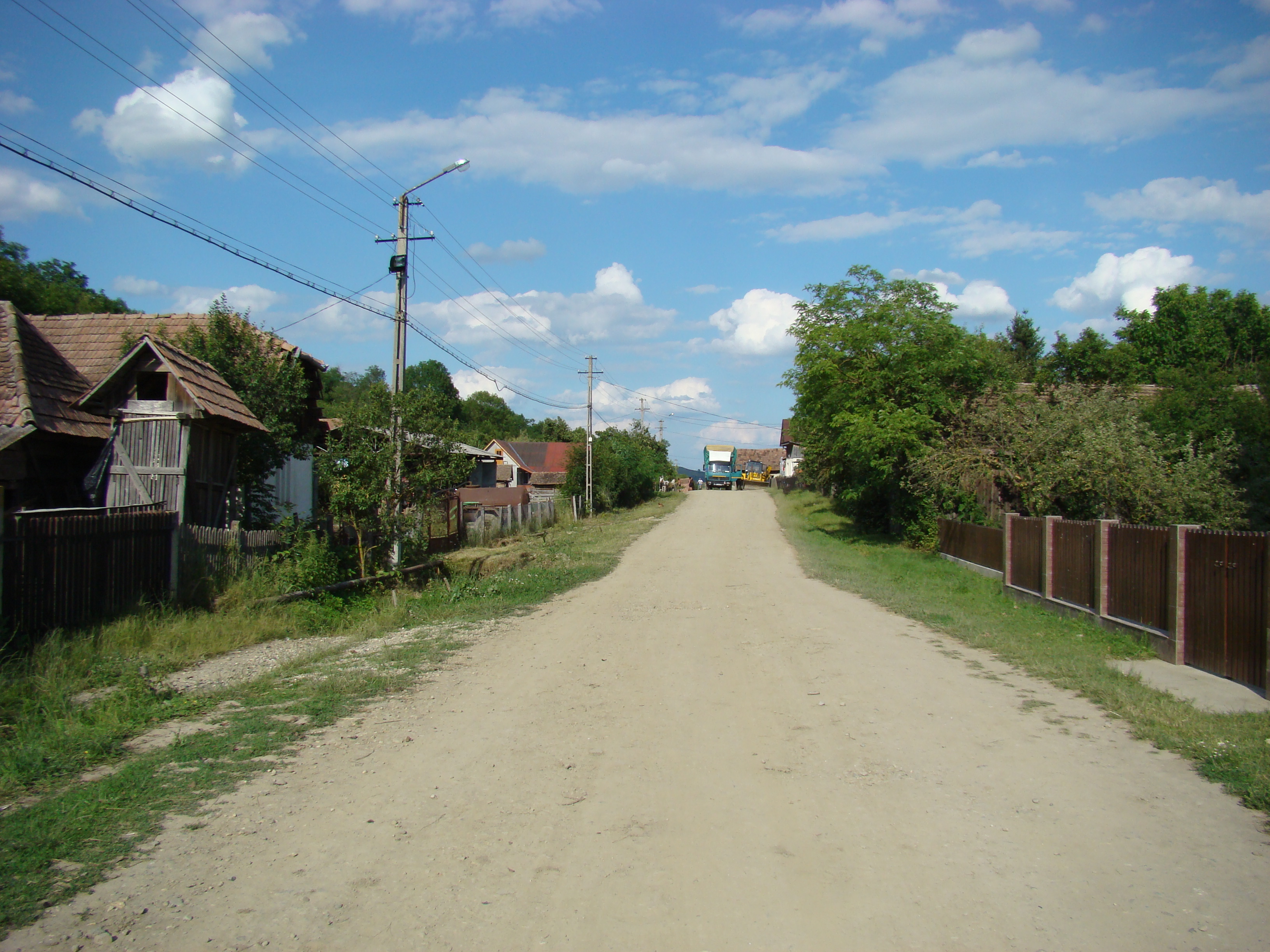
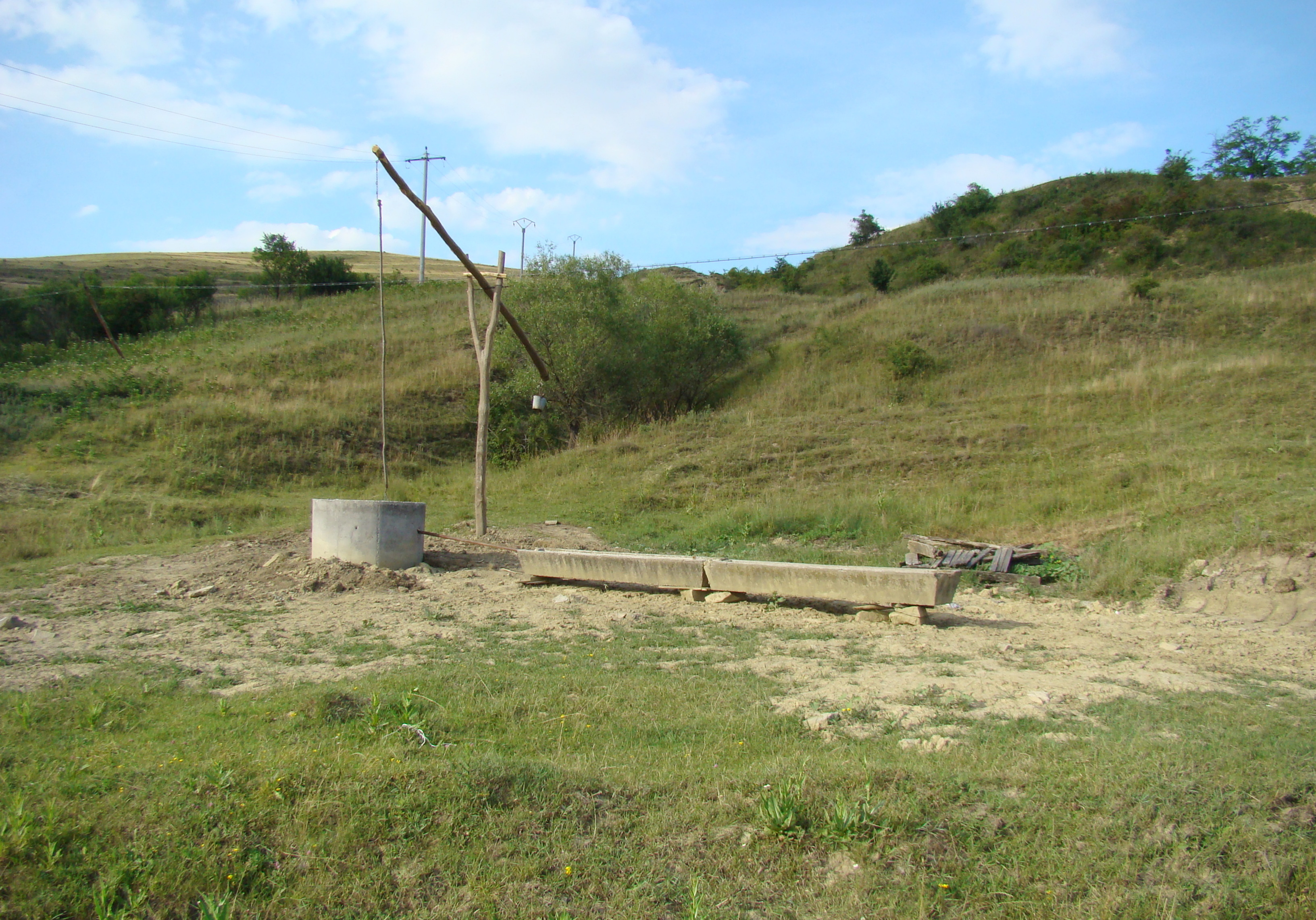
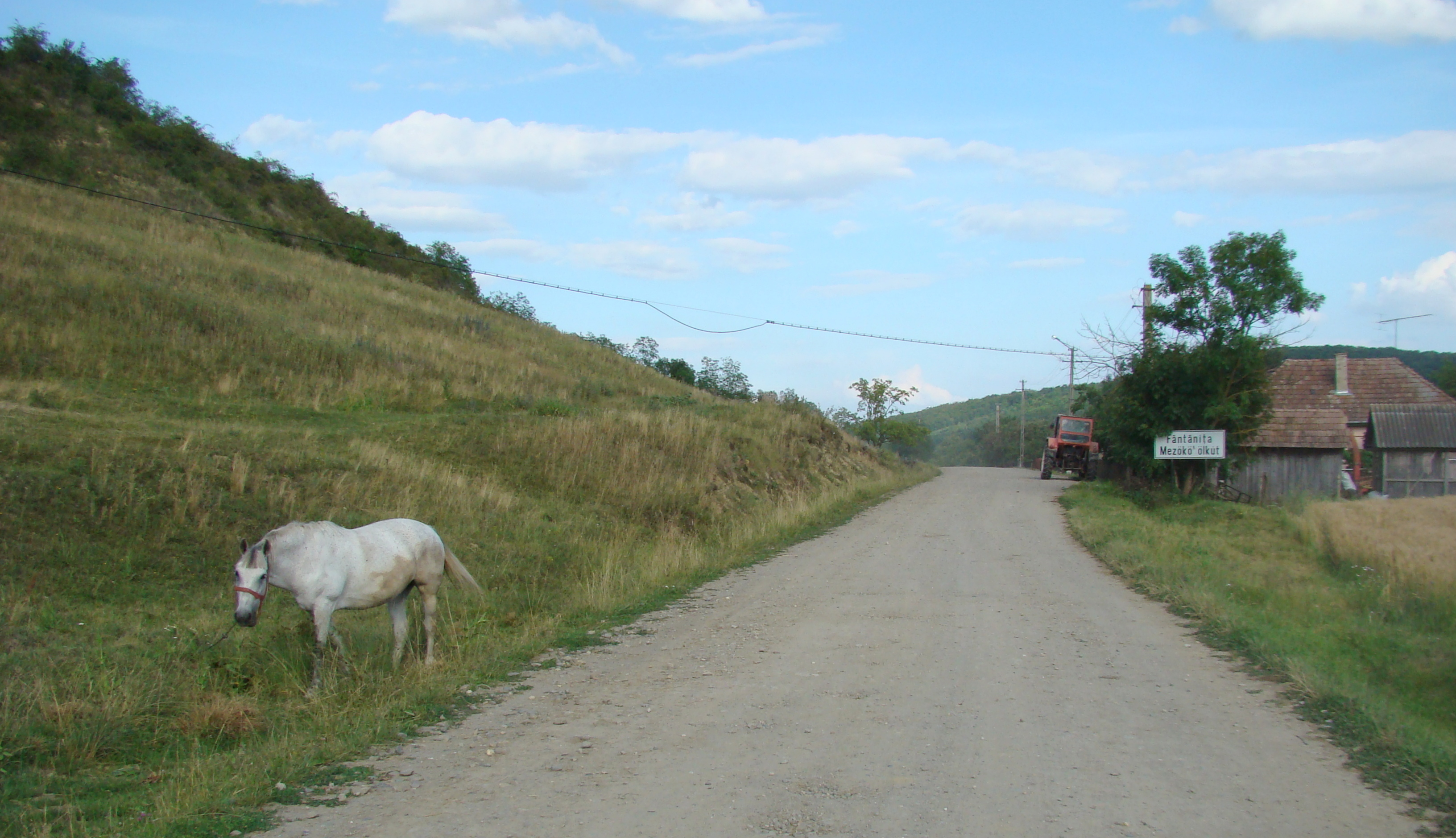
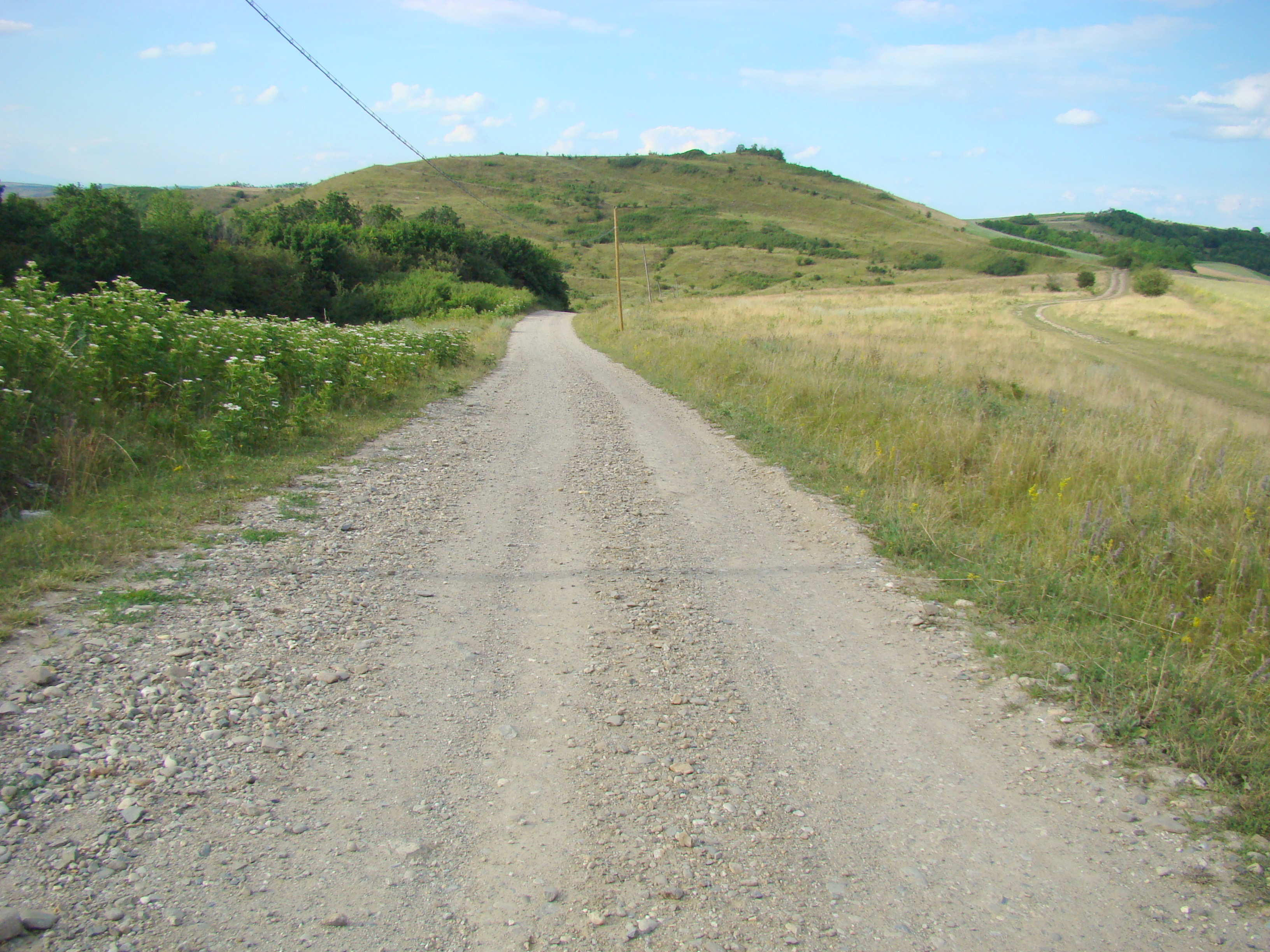
Drumul Fântânița-Miceștii de Câmpie

## Obiectiv memorial
Troița Eroilor Români din Primul Război Mondial. Troița este amplasată în curtea Bisericii Ortodoxe și a fost dezvelită în anul 1933, în memoria ostașilor români căzuți în Primul Război Mondial. Aceasta are o înălțime de 2,5 m iar pe fațada sa este înscris textul: „Anul sfânt 1933. Eroii morți în Războiul Mondial 1914-1918./ În veci pomenirea lor“.

## Demografie

### 2002
Componența etnică a satului Fântânița în anul 2002
     Maghiari (65,5%)
     Români (34,5%)
La recensământul din 2002, populația satului era de 443 de locuitori, dintre care 290 s-au declarat maghiari, iar 153 români.

### 1910
Componența etnică a satului Fântânița în anul 1910
     Maghiari (61,97%)
     Români (36,04%)
     Romi (1,53%)
     Germani (0,43%)
La recensământul din 1910 populația satului era de 910 locuitori, dintre care : 564 maghiari, 328 români, 14 Țigani, 4 Sași.